# 卢瓦尔河旁侧运河
卢瓦尔河旁侧运河（法語：Canal latéral à la Loire，法語發音：[kanal lateʁal a la lwaʁ]）是法国的一条运河，长196千米。